# Ingrid Trobisch
Ingrid Johanna Trobisch (verwitwete Ingrid Hult Trobisch; später verheiratete Ingrid Trobisch Youngdale; * 17. Februar 1926 in Moshi, Tanganjika (heute Tansania) als Ingrid Johanna Hult; † 23. Oktober 2007 in Springfield, Missouri) war eine US-amerikanische Afrika-Missionarin, Mitbegründerin der Family Life Mission und Autorin.

## Leben
Ingrid Trobisch wurde am 17. Februar 1926 als Tochter einer schwedischen Missionarsfamilie (Ralph und Gertrude Jacobson Hult) in der Ortschaft Moshi am Südhang des Kilimandscharo in Tansania geboren, wuchs jedoch in den Vereinigten Staaten auf. Als sie vier Jahre alt war, zogen ihre Eltern mit ihr nach Springfield, Missouri, wo die Eltern eine 40 Acres große Obstplantage vor den Toren der Stadt erworben hatten. 1939 kam sie an die Luther Academy, die hier seit 1883 existierte, nach Wahoo, Nebraska, wo sie bis 1945 lebte.
Von 1945 bis 1947 besuchte sie das Augustana College in Rock Island, Illinois und danach von 1947 bis 1948 das Lutheran Bible Institute in St. Paul, Minnesota, ehe sie von 1949 bis 1950 die Sorbonne in Paris besuchte. Nach ihrem dortigen Abschluss – sie benötigte ein französisches Lehrzertifikat – ging sie im Herbst 1950 als Missionarin nach Französisch-Kamerun, unterbrach ihren dortigen Aufenthalt, um im Juni 1952 den aus Deutschland stammenden Missionar Walter Trobisch, der wie sie in Paris und Rock Island studiert hatte, in dessen Heimat zu heiraten und kehrte mit ihm wieder nach Kamerun zurück. Bis 1957 übte sie an der Seite ihres Mannes ihre Missionarstätigkeit aus und gründete noch 1957 die Family Life Mission, eine überkonfessionelle und internationale Einrichtung für Seelsorge und Eheberatung, die seit 1980 als Family Life Mission Deutschland und seit 1987 als Family Life Mission Österreich auch im deutschsprachigen Raum beheimatet ist. Zu dieser Zeit sprach Trobisch bereits fließend Englisch, Deutsch und Französisch.
Nach ihrer Arbeit als Missionarin war sie als Lehrerin tätig, ehe sie (abgeblich erst ab 1969) in der Ehe- und Familienberatung tätig wurde. Anfang der 1970er Jahre zog sie mit ihrem Mann und den Kindern – der Ehe entstammten fünf Kinder, darunter der Neutestamentler David Trobisch und die Autorin Katrine Trobisch Stewart – auf einen Bauernhof (Lichtenberg 6) nach St. Georgen im Attergau in Oberösterreich. Nach dem frühen Tod ihres Ehemanns im Jahr 1979 kehrte Ingrid Trobisch einige Zeit später wieder in die USA zurück, wo sie um 1988 in Springfield, Missouri, lebte. Im November 1999 heiratete die damals 73-Jährige in zweiter Ehe den ein Jahr älteren Pastor Lauren Youngdale (1925–2012). Zusammen mit ihrem Ehemann führte sie Family Life Mission auf nationaler und internationaler Ebene. Im Laufe ihres Lebens, speziell ab den 1960er Jahren, veröffentlichte Trobisch zahlreiche Ratgeber und Erzählungen. Zusammen mit ihrer Tochter Katrine (verheiratete Stewart) schrieb sie unter anderem die Bücher Haus der Geborgenheit. Dem Leben ein Zuhause geben (1999) und Der Weg nach Hause ist eine lebenslange Reise. Lebenserinnerungen (2001).
Am 23. Oktober 2007 starb Trobisch, die mit ihren in verschiedenen Sprachen veröffentlichten Büchern mittlerweile zur Bestseller-Autorin geworden war, nach kurzem Leiden im Alter von 81 Jahren in Springfield, Missouri, an Bauchspeicheldrüsenkrebs. Die Beerdigung fand am 26. Oktober 2007 nach einer Zeremonie in der Messiah Lutheran Church auf den in den 1950er Jahren gegründeten Rivermonte Memorial Gardens, einem Friedhof in Springfield, statt. Zum Zeitpunkt ihres Ablebens wurde sie von ihrem zweiten Ehemann, sieben Geschwistern, ihren fünf Kindern und damals 14 Enkelkindern überlebt. Ihr zweiter Ehemann kehrte nach ihrem Tod wieder nach Fergus Falls, Minnesota, zurück, wo er davor bereits lange gelebt und gearbeitet hatte.

## Werke (Auswahl)
- 1965: Mit Freuden unterwegs. Eine Familie geht in die Welt (mit Walter Trobisch; 3., revidierte Auflage, 1969)
- 1970: Versteh’ deine Frau: Ihr Regelmonat und die fruchtbaren Tage
- 1974: Mit Freuden Frau sein… (2 Teile; mit Elisabeth Rötzer; 15., neu überarbeitete Ausgabe, 1995; weitere Ausgaben bis in die 2010er Jahre)
- 1975: Mein schönes Gefühl. Briefwechsel mit Ilona D. (mit Walter Trobisch; 2. Auflage, 1977)
- 1980: Ihr werdet erfahren, daß ich der Herr bin. Von Tcholliré bis Lichtenberg. Freundesbriefe 1953–1965 (mit Walter Trobisch)
- 1985: Allein leben lernen (4. Auflage, 1990; 1. Taschenbuchauflage, 1996)
- 1986: Ich wollt’, ich könnte fliegen. Von der Überwindung der Grenzen (mit Walter Trobisch)
- 1988: Aus verborgenen Kräften leben (2. Auflage, 1989; 1. Taschenbuchauflage, 1998)
- 1994: Du bist eine starke Frau. Auf den Spuren weiblicher Identität (Tonkassette, 1998; 1. Taschenbuchauflage, 2001)
- 1996: Du bist mir wichtig. Als Frau Beziehungen gestalten
- 1999: Haus der Geborgenheit. Dem Leben ein Zuhause geben (mit Katrine Stewart)
- 2001: Der Weg nach Hause ist eine lebenslange Reise. Lebenserinnerungen (mit Katrine Stewart; 1. Taschenbuchauflage, 2007)